# Pawana
Pawana est un livre de Jean-Marie Gustave Le Clézio paru le 26 juillet 1992.
Ce roman raconte l'histoire imaginaire d'un baleinier et de son équipage par la voix de son capitaine Charles Melville Scamonn qui exterminait les baleines grises. 
Pawana signifie « baleine », en langue nattick indienne.
Awaité Pawana était le cri que poussaient les hommes pour exterminer les baleines.
Pawana, épopée sanglante du besoin de prédation et de domination de l'homme, met en lumière les rapports troublant de l'homme à de la nature et comment il peut tuer ce qu'il aime ou ce qui le fascine.

## Adaptations
Pawana a également été représenté sous forme de pièce de théâtre au Festival d'Avignon en 1992 puis à Paris au Théâtre de l'Odéon (Odéon-Théâtre de l'Europe) en 1997, mise en scène de Georges Lavaudant, avec Philippe Morier-Genoud (le capitaine Charles Melville Scammon) et Jérôme Derre (le matelot de Nantucket) ; scénographie et costumes de Jean-Pierre Vergier, assistante à la mise en scène et répétitrice : Frédérique Marie-Nuñez.